# Powrót na Planetę Małp (serial animowany)
Powrót na Planetę Małp (ang. Return to the Planet of the Apes) – 13 odcinkowy amerykański serial animowany, emitowany w latach 1975–76 produkcji NBC Universal (David DePatie, Friz Freleng).
Trójka astronautów wpada w dziurę czasową, i przenosi się w czasie do przyszłości, gdzie na Ziemi rządzą inteligentne małpy. W serialu występują postaci zarówno z filmów kinowych (Cornelius i Zira), jak i z serialu generała Urko. Innowacją było zaawansowanie techniczne małpiej cywilizacji, zgodne z pierwowzorem książką Pierre'a Boulle'a Planeta małp.

## Wersja angielska
- Richard Blackburn – Bill Hudson
- Henry Corden – generał Urko
- Philippa Harris – Zira
- Edwin Mills – Cornelius
- Claudette Nevins – Judy Franklin
- Austin Stoker – Jeff Carter

## Spis odcinków
| N/o            | Polski tytuł | Angielski tytuł               |
| -------------- | ------------ | ----------------------------- |
|                |              |                               |
| SERIA PIERWSZA |              |                               |
|                |              |                               |
| 01             |              | Flames of Doom                |
|                |              |                               |
| 02             |              | Escape from Ape City          |
|                |              |                               |
| 03             |              | The Unearthly Prophecy        |
|                |              |                               |
| 04             |              | Tunnel of Fear                |
|                |              |                               |
| 05             |              | Lagoon of Peril               |
|                |              |                               |
| 06             |              | Terror on Ice Mountain        |
|                |              |                               |
| 07             |              | River of Flames               |
|                |              |                               |
| 08             |              | Screaming Wings               |
|                |              |                               |
| 09             |              | Trail to the Unknown          |
|                |              |                               |
| 10             |              | Attack from the Clouds        |
|                |              |                               |
| 11             |              | Mission of Mercy              |
|                |              |                               |
| 12             |              | Invasion of the Underdwellers |
|                |              |                               |
| 13             |              | Battle of the Titans          |
|                |              |                               |